# Рафтопулло Анатолій Анатолійович
Анатолій Анатолійович Рафтопулло (рос. Анатолий Анатольевич Рафтопулло; 5 квітня 1907, Холм — 21 квітня 1985, Київ) — радянський офіцер, Герой Радянського Союзу, в роки німецько-радянської війни командир танкового батальйону 30-го танкового полку 4-ї (1-ї гвардійської) танкової бригади 16-ї армії Західного фронту, капітан.

## Біографія
Народився 5 квітня 1907 року в місті Холм (нині Польща). Росіянин. В юності переїхав з батьками на Херсонщину. Закінчив сільську школу. Працював трактористом.
У 1929 році призваний до лав Червоної Армії. Служив у 54-му окремому кавалерійському ескадроні 9-ї кавалерійської дивізії. З вересня 1930 по травень 1931 року — помічник командира взводу і старшина ескадрону в 54-му кавалерійському полку. З травня 1932 року старшина бронеескадрона 9-ї кавалерійської дивізії.
З квітня 1934 по вересень 1935 року — командир танкового взводу. У 1937 році закінчив Ульяновську бронетанкову школу. Учасник радянсько-фінської війни 1939 — 1940 років.
У боях німецько-радянської війни з червня 1941 року.
16 жовтня 1941 року капітан А. А. Рафтопулло в бою біля села Ількова в районі міста Орла зі своїм батальйоном завдав німцям великих втрат у живій силі і бойовій техніці. Діючи із засідок, танкісти завдавали вогневих ударів по ворожих колонах і швидко відходили на нові рубежі. Було підбито 43 ворожих танки. Будучи пораненим, залишився в строю.
Указом Президії Верховної Ради СРСР від 11 січня 1942 року «за зразкове виконання бойових завдань командування на фронті боротьби з німецько-фашистськими загарбниками і проявлені при цьому мужність і героїзм» капітану Анатолію Анатолійовичу Рафтопулло присвоєно звання Героя Радянського Союзу з врученням ордена Леніна і медалі «Золота Зірка» (№ 694).
21 лютого 1942 року в одному з боїв у районі міста Ржева капітан А. А. Рафтопулло був знову поранений. Після лікування в госпіталі майор А. А. Рафтопулло був призначений на посаду старшого помічника начальника відділу бойової підготовки автобронетанкових військ штабу Сталінградського фронту. Надалі проходив службу командиром батальйону курсантів Ульяновського гвардійського танкового училища імені В. І. Леніна.

Могила А. А. Рафтопулло

Після закінчення війни, в 1945 році закінчив Вищу офіцерську бронетанкову школу. Кар'єру військового полковник А. А. Рафтопулло завершив у 1955 році на посаді командира батальйону курсантів Київського танково-технічного училища. Жив у Києві. Помер 21 квітня 1985 року. Похований в Києві на Лук'янівському військовому кладовищі.

## Нагороди
Нагороджений трьома орденами Леніна, двома орденами Червоного Прапора, орденами Вітчизняної війни 1-го ступеня, Червоної Зірки, медалями.